# Christoph Erb
Christoph Erb (* 1973 in Schwamendingen, Zürich) ist ein Schweizer Jazzmusiker (Tenorsaxophon, Bassklarinette), der in Luzern lebt.

## Leben und Wirken
Erb spielte in den 2000er Jahren u. a. in der Band des Trompeters Manuel Mengis Gruppe 6 und wirkte bei dessen Album Into The Barn (HatHut Records, 2005) mit. Mit dem Keyboarder Hans-Peter Pfammatter bildete er 2006 das Bandprojekt Lila, in dem ausserdem Flo Stoffner (Gitarre) und Julian Sartorius (Schlagzeug) spielen und mit dem er auch in Deutschland und den Niederlanden tourte. 2007 trat er mit seiner Gruppe erb_gut beim Jazzfestival Schaffhausen mit Peter Schärli auf und gründete er das Label Veto Records.
Erb arbeitete 2010 in Chicago u. a. mit Fred Lonberg-Holm, Jason Roebke und Frank Rosaly, mit denen er das Album Sack (Veto) einspielte. Mit Lonberg-Holm und Josh Berman wirkt er im Trio Bererberg; eine elektroakustische Formation bildet Erb mit den Chicagoer Musikern Jim Baker (Piano) und Michael Zerang (Perkussion).

## Preise und Auszeichnungen
Erb gewann 2005 den ZKB Jazzpreis mit seiner Band erb_gut. 2006 erhielt er den Werkpreis der Stadt Luzern, 2009 ein Stipendium von Stadt- und Kanton Luzern für einen Atelieraufenthalt in Chicago. 2012 erhielt er den Anerkennungspreis des Kunst- und Kulturpreises der Stadt Luzern.

## Diskographische Hinweise
- Veto (2003)
- Erb/Baker/Zerang (2012)
- Adasiewicz – Erb – Roebke: Yuria's Dream (2014) mit Jason Adasiewicz
- Christoph Erb / Frantz Loriot: Sceneries (Creative Sources, 2016)
- Christoph Erb/Jim Baker/Frank Rosaly: Parrots Paradise (Veto, 2017)
- Cristoph Erb / Jim Baker / Frank Rosaly: …Don’t Buy Him a Parrot (HatHut, 2017)